# Andrij Bilezkyj

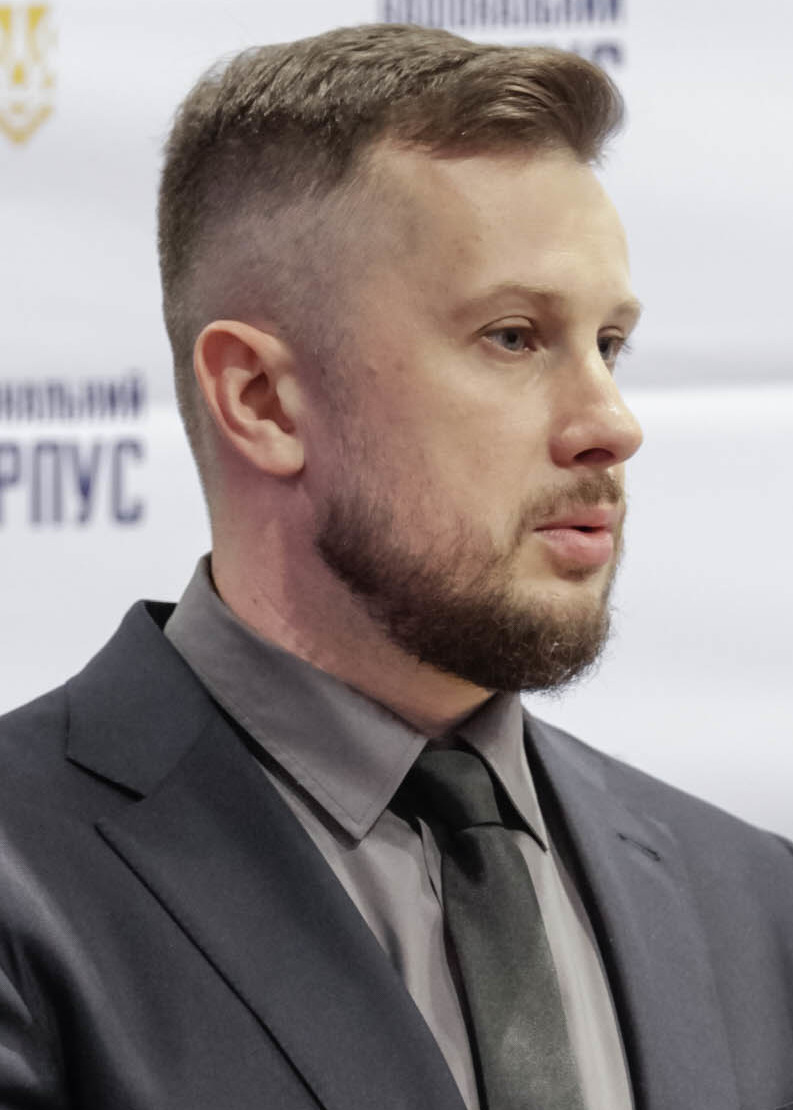
Andrij Bilezkyj (2017)

 Andrij Bilezkyj  (ukrainisch Андрій Євгенійович Білецький; * 5. August 1979 in Charkiw, Ukrainische SSR) ist ein ukrainischer nationalistischer und rechtsextremer Politiker. Er war Kommandant des Regiments Asow und ist momentan Kommandant der 3. Sturmbrigade. Zwischen 2014 und 2019 war er Mitglied der Werchowna Rada.

## Leben
Bilezkyj studierte nach dem Abitur Geschichte an der Universität Charkiw. Seine Abschlussarbeit handelte von einer ukrainischen nationalistischen Gruppe aus der Zeit des Zweiten Weltkriegs, der Ukrainischen Aufständischen Armee, einer Miliz, die sich der Ethnischen Säuberung gegen die polnische Bevölkerung in der Westukraine schuldig gemacht hat.
Seit 2002 war er Mitglied in verschiedenen militanten nationalistischen Organisationen. Er gilt als Vorsitzender bzw. als „Führer“ der nationalistischen und neonazistischen Organisationen Sozial-Nationale Versammlung und Patriot der Ukraine.
Unter dem Vorwurf des Mordversuchs war Bilezkyj von Dezember 2011 bis Februar 2014 inhaftiert, ohne dass es zu einer Verurteilung kam. Am 24. Februar 2014 wurde er im Rahmen einer vom ukrainischen Parlament beschlossenen Amnestie aus der Haft entlassen.
Im Frühjahr 2014 war Bilezkyj Mitbegründer der freiwilligen Kampfeinheit Bataillon Asow, inzwischen Regiment Asow, die für ihre teilweise offen rechtsextremen Positionen kritisiert wird. Bilezkyj streitet allerdings ab, dass etwa die vom Regiment verwendete Symbolik im Zusammenhang mit dem Nationalsozialismus steht. Er trat als Kommandeur der Einheit auf und nahm an Kampfhandlungen im Krieg in der Ukraine 2014 teil. Am 2. September 2014 verlieh ihm der ukrainische Präsident Petro Poroschenko den Orden „Für Tapferkeit“. Im September 2014 wurde Bilezkyj von Innenminister Arsen Awakow der Rang eines Oberstleutnants des ukrainischen Innenministeriums verliehen. Im Oktober 2014 war er nicht mehr Mitglied der militärischen Einheit von Asow.
Bei der Parlamentswahl 2014 trat Bilezkyj als formal unabhängiger Kandidat im Kiewer Rajon Obolon, einem Einpersonenwahlkreis, an und erreichte ein Direktmandat für die Werchowna Rada. Sein Wahlkampf wurde sowohl vom Block Petro Poroschenko als auch von der vom damaligen  Premier Arsenij Jazenjuk geführten Partei Volksfront unterstützt.
Im Oktober 2016 gründete Bilezkyj die rechtsextreme Partei Nationales Korps und wurde zum Vorsitzenden gewählt. Im Januar 2018 entsandte Asow seine nationale Straßenpatrouille „Druschina“, deren Mitglieder Biletsky persönliche Treue schworen und versprachen, „die ukrainische Ordnung“ auf den Straßen wiederherzustellen. Die „Druschina“ machte sich schnell einen Namen, indem sie Pogrome gegen Roma- und LGBT-Organisationen durchführte und einen Stadtrat stürmte. Anfang des Jahres kündigte die Regierung in Kiew an, dass die Neonazi-Einheit die Wahlen bei den Präsidentschaftswahlen überwachen werde. Nach der Parlamentswahl 2019 verlor Bilezkyj sein Abgeordnetenmandat.
Nach dem russischen Überfall auf die Ukraine seit 2022 organisierten Bilezkyj und andere Asow-Veteranen die 3. Sturmbrigade des Asow-Regiments, wobei Bilezkyj mittlerweile als Kommandeur ebenjener Einheit fungiert.

## Politische Positionen

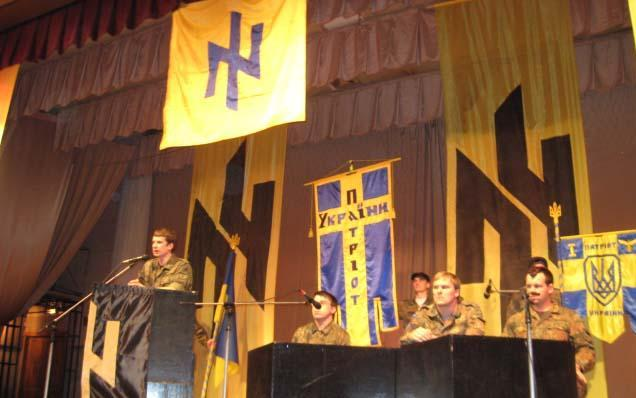
Bilezkyj am Rednerpult bei einer Veranstaltung der rechtsextremen Organisation Patriot der Ukraine in Charkiw (2008)

Der ukrainische Soziologe Wolodymyr Ischtschenko bezeichnete 2014 Bilezkyj in einem Meinungsbeitrag im Guardian als Neonazi.
Im Jahr 2010 soll Bilezkyj erklärt haben, es sei die Mission der ukrainischen Mission, »die weißen Rassen der Welt in einem letzten Kreuzzug … gegen die von den Semiten geführten Untermenschen anzuführen«.
Im August 2014 führte die britische Zeitung The Daily Telegraph ein ähnliches Zitat an – Bilezkyj habe in einem Kommentar geschrieben: „Die historische Mission unserer Nation in diesem kritischen Moment ist, die weißen Rassen der Welt in einen finalen Kreuzzug für ihr Überleben zu führen.“ Bilezkyj selbst bestritt die Aussage.
Bilezkyj betont, dass er kein Antisemit oder Rassist sei. In einem Interview erklärte er, er betrachte Israel und Japan als Vorbilder für die zukünftige Entwicklung der Ukraine.